# Lomtjärnarna (Älvdalens socken, Dalarna)
Lomtjärnarna är en sjö i Älvdalens kommun i Dalarna och ingår i Dalälvens huvudavrinningsområde. Sjön har en area på 0,055 kvadratkilometer och ligger 452 meter över havet.

## Delavrinningsområde
Lomtjärnarna ingår i det delavrinningsområde (680763-138835) som SMHI kallar för Ovan Sugnsvasslen. Medelhöjden är 458 meter över havet och ytan är 21,09 kvadratkilometer. Räknas de 402 avrinningsområdena uppströms in blir den ackumulerade arean 4 539,37 kvadratkilometer. Avrinningsområdets utflöde Dalälven (Österdalälven) mynnar i havet. Avrinningsområdet består mestadels av skog (89 procent). Avrinningsområdet har 0,05 kvadratkilometer vattenytor vilket ger det en sjöprocent på 0,3 procent.